# L’Hospitalet (Alpes-de-Haute-Provence)
L’Hospitalet település Franciaországban, Alpes-de-Haute-Provence megyében. Lakosainak száma 96 fő (2022. január 1.). L’Hospitalet Châteauneuf-Miravail, Lardiers, La Rochegiron és Saumane községekkel határos.

## Népesség
A település népességének változása:
| Lakosok száma | 49   | 52   | 58   | 88   | 89   | 89   | 90   | 90   | 90   | 96   |
|               | 1968 | 1982 | 1990 | 2006 | 2013 | 2015 | 2017 | 2019 | 2020 | 2022 |